# Lipiny (powiat otwocki)
Lipiny – wieś sołecka w Polsce położona w województwie mazowieckim, w powiecie otwockim, w gminie Osieck.
Wierni Kościoła rzymskokatolickiego należą do parafii św. Bartłomieja Apostoła w Osiecku.
W latach 1975–1998 miejscowość należała administracyjnie do województwa siedleckiego. 
Założona została w latach 1825-1830 przez kolonistów pochodzenia niemieckiego. Koloniści zajmowali się karczowaniem lasów a potem drobnym rolnictwem. Zostali wysiedleni po powstaniu styczniowym a ich miejsce zajęli osadnicy polscy. Jest to mała wieś typu ulicówki, położona na skraju Lasów Osieckich. We wsi znajduje się kilka chałup krytych strzechą, nr.1; 10; 16, stare drewniane krzyże na krańcach wsi oraz krzyż kamienny przy szosie Osieck- Natolin. Na pd. od wsi pokaźnych rozmiarów wydma porośnięta lasem oraz uroczysko Kozia Woda. Wieś jest gniazdem rodowym rodziny o bardzo rzadkim nazwisku w Polsce: Sulbiński.